# Luis Zaforteza Villalonga
Luis Zaforteza Villalonga (Palma, Mallorca, 1890 - 1955) fou un noble, enginyer militar i polític mallorquí, marquès del Verger des de 1914, fill de Josep Zaforteza Orlandis.
El 1907 ingressà a l'Acadèmia d'Enginyers Militars de Guadalajara i assolí els grau de capità el 1916. Retirat de l'exèrcit per la Llei Azaña, fou cap del partit Dreta Social i el 1931 fou un dels impulsors de la Unió de Dretes a Mallorca, partit que donà suport José María Gil Robles i que el 1933, amb el nom d'Acció Popular Agrària, s'integrà en la CEDA, partit amb el qual fou elegit diputat a les eleccions generals espanyoles de 1933. Fortament anticatalà, el 1935 va dur a terme una campanya contra la recepció d'emissions de Ràdio Barcelona procedents de Catalunya i reclamà de les Corts Espanyoles la separació dels centres docents balears de la jurisdicció de la Universitat de Barcelona.
En esclatar la guerra civil espanyola es va reincorporar a l'exèrcit i donà suport als sublevats a Mallorca, assolint els graus de tinent coronel el 1937 i coronel el 1941. Participà en la repressió com a organitzador de saques i afusellaments d'elements oposats al franquisme. Durant la postguerra fou encarregat de fortificacions i obres militars fins que es retirà de l'exèrcit el 1952.